# Stade Omar Bongo
Stade Omar Bongo je multifunkční stadion v Libreville v Gabonu. Stadion je zejména používán především pro fotbalové zápasy. Stadion má kapacitu pro 45 000 lidí. Stadion je pojmenován po Omaru Bongovi, bývalém prezidentovi země který vládl v letech 1967 - 2009. Domácí zápasy zde hraje FC 105 Libreville. V roce 2014 stadion hostil Africký pohár národů.